# Station Hinton Admiral
Hinton Admiral is een spoorwegstation van National Rail in Hinton Admiral, New Forest in Engeland. Het station is eigendom van Network Rail en wordt beheerd door South Western Railway. 